# Chór Parafii św. Kazimierza w Białymstoku
Chór Parafii św. Kazimierza w Białymstoku powstał w marcu 2004 roku z inicjatywy ks. Jerzego Kolniera i poparciu ks. prałata Bogdana Maksimowicza, proboszcza parafii. Dyrygentem chóru jest Roman Szymczuk, absolwent Instytutu Muzykologii KUL. 4-głosowy chór mieszany liczy 40 osób i wykonuje przede wszystkim utwory religijne.

## Występy Chóru
- Uroczystości religijne w kościele św. Kazimierza – święta, bierzmowanie, śluby, Boże Ciało
- I przegląd chórów parafialnych w bazylice katedralnej, w ramach VI Moniuszkowskiego Festiwalu Podlasia – 22 listopada 2006 r.
- Dni Maryjne (organizowane przez KIK w Białymstoku) – koncert pieśni ku czci Matki Bożej w kościele św. Rodziny – 13 maja 2007 r.
- I Festiwal im. F. Karpińskiego w Białowieży – 3 października 2007 r.
- XXV Dni Kultury Chrześcijańskiej – 21 października 2007 r. – kościół Zmartwychwstania Pańskiego
- II przegląd chórów parafialnych w bazylice katedralnej, w ramach VII Moniuszkowskiego Festiwalu Podlasia – 22 listopada 2007 r.
- Koncert kolęd – 13 stycznia 2008 r. – par. Zmartwychwstania Pańskiego
- Ekumeniczny koncert chórów w Książnicy Podlaskiej – 21 stycznia 2008 r.
- XXVI Dni Kultury chrześcijańskiej – 12 października 2008 r. – kościół Chrystusa Króla
- Koncert kolęd w Marianowie – Bombli – 11 stycznia 2009 r.
- Koncert pieśni sakralnej „Łapskie Te Deum” – 19 kwietnia 2009 – kościół pw. św. Krzyża w Łapach